# Cyrestis strigata
Cyrestis strigata är en fjärilsart som beskrevs av Felder 1867. Cyrestis strigata ingår i släktet Cyrestis och familjen praktfjärilar. Inga underarter finns listade i Catalogue of Life.